# Mildred Pierce (serie de televisión)
Mildred Pierce es una serie de televisión ambientada en la Gran Depresión, producida por HBO, que se estrenó en Estados Unidos el 27 de marzo de 2011. La serie se centra en la relación entre la protagonista, Mildred (Kate Winslet) y su hija Veda (Evan Rachel Wood). La serie está basada en la novela homónima de James M. Cain, del cual ya se hizo una película en 1945 protagonizada por Joan Crawford.

## Reparto
- Kate Winslet es Mildred Pierce.
- Morgan Turner/Evan Rachel Wood es Veda Pierce.
- Guy Pearce es Monty Beragon.
- Mare Winningham es Ida Corwin.
- Melissa Leo es Lucy Gessler.
- Brían F. O'Byrne es Albert Pierce.
- James LeGros es Wally Burgan.